# Eisenbahnunfall von Nebukawa

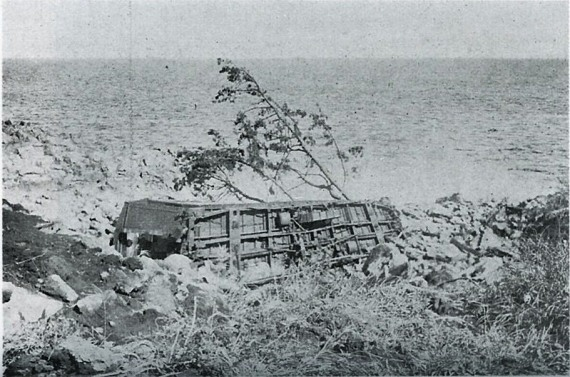
An Land liegengebliebener Waggon

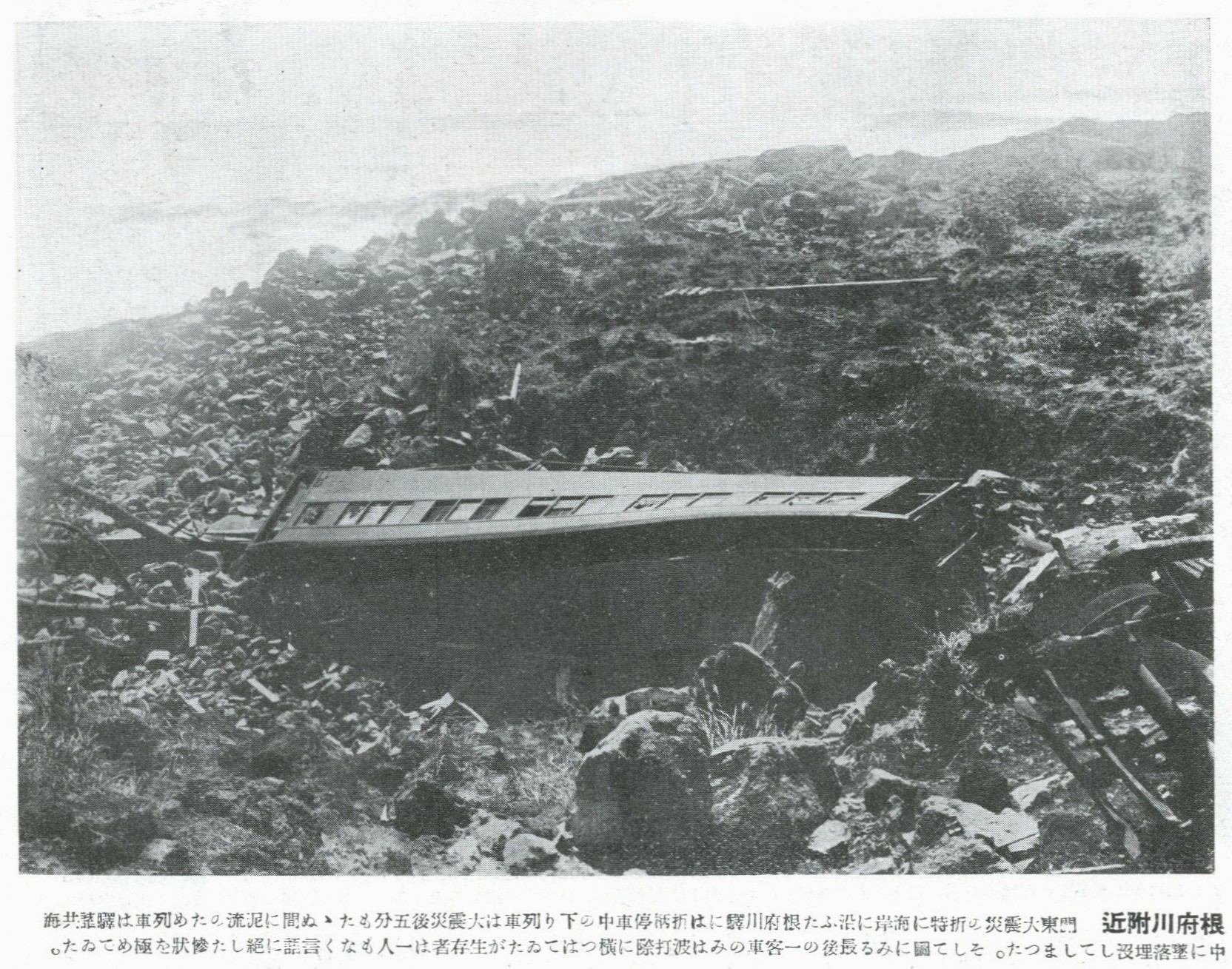
Einer von zwei Personenwagen des Zuges 109, die die Steilküste hinunterstürzten ohne jedoch im Meer zu versinken

Der Eisenbahnunfall von Nebukawa (jap. 根府川駅列車転落事故, Nebukawa-eki ressha tenraku jiko, dt. „Zugabsturz beim Bahnhof Nebukawa“) am 1. September 1923 war die Folge eines durch das Große Kantō-Erdbeben ausgelösten Erdrutsches. Er zerstörte im und bei dem Bahnhof Nebukawa, Japan, auf der Atami-Linie (heute Teil der Tōkaidō-Hauptlinie) zwei Züge. 112 Menschen starben und 13 weitere wurden verletzt.

## Ausgangslage
Die Tōkaidō-Hauptlinie führte von der Meiji-Zeit bis 1934 (Eröffnung des Tanna-Tunnels) vom Bahnhof Kōzu nördlich am Hakone-Bergmassiv vorbei zum Bahnhof Numazu (heutige Gotemba-Linie). Das heute zum Bahnhof Nebukawa führende Teilstück trug damals noch den Namen Atami-Linie. Es war am 21. Dezember 1922 bis zum Bahnhof Manazuru verlängert worden.
Der später verunglückte Zug Nr. 109 bestand aus der Dampflokomotive 960 (JNR-Baureihe 5300) und acht Personenwagen mit Drehgestellen. Er verließ fahrplanmäßig um 9:05 Uhr den Bahnhof Tokio in Richtung Manazuru. Um 10:15 Uhr erreichte er den Bahnhof Ōfuna, wo er einen Schnellzug in Richtung Tokio kreuzen ließ und setzte seine Fahrt um 10:27 Uhr nach Odawara fort. Die Streckenführung der Atami-Linie verlief hier durch den Bahnhof Hayakawa, entlang einer steilen Felswand an der Sagami-Bucht.

## Unfallhergang

### Zug 109
Als der Zug zu einem Drittel in den Bahnhof Nebukawa eingefahren war, erschütterte ein heftiges Erdbeben das Gebiet. Lokführer und Schaffner betätigten die Notbremse, der Zug entgleiste. Dem Hauptbeben folgte ca. vier Minuten später ein Nachbeben der Stärke 7,3 nach der Richterskala. An der Bergwand löste sich ein Erdrutsch (Schuttstrom). Die Tatsache, dass an der Südseite des Bahnhofs der Fluss Shiraito vorbeifließt, begünstigte das Entstehen des Schuttstroms. Über den Ausgangspunkt des Erdrutsches gibt es verschiedene Annahmen. Eine davon ist, dass er sich von einem alten Kraterrand am Berg Hijiri (聖岳, Hijiri-dake) in einer Höhe von 837 m gelöst hat. Untersuchte Erdproben lassen aber auch den Krater am Berg Ōbora (大洞山, ~yama), vier Kilometer am Oberlauf des Shiraito als Ausgangspunkt als wahrscheinlich erscheinen. Der Erdrutsch bewegte sich mit einer Geschwindigkeit von ca. 50 km/h und riss den Zug, den Bahnsteig, zwei Wassertürme und das Empfangsgebäude über eine 45 m lange Landzunge hinunter ins Meer. Der Vorgang soll etwa fünf Minuten gedauert haben. Nahezu der gesamte Bahnhof Nebukawa mitsamt dem einfahrenden Zug gingen so in der Sagami-Bucht unter. Lediglich zwei Personenwagen lagen noch am Abhang und das Hausdach des Wohngebäudes des Bahnhofsvorstehers trieb auf der Wasseroberfläche.

### Zug 116

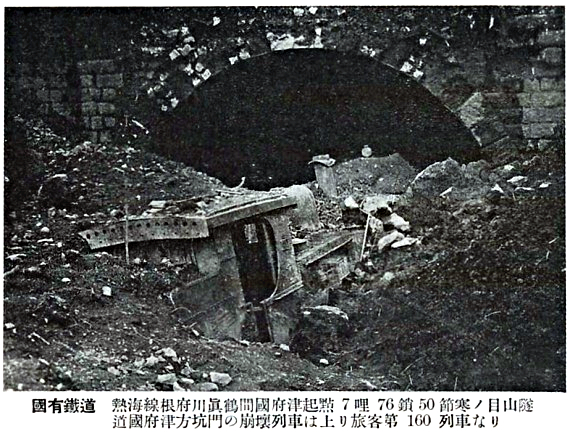
Verschüttete Lokomotive des Zugs 116 am Eingang des Saimone-Tunnels

Zug 116, in Richtung Tokio unterwegs, hätte Zug 109 im Bahnhof Nebukawa kreuzen sollen. Er hatte am Unfalltag eine Minute Verspätung. Zwischen dem Bahnhof Manazuru, den er um 11:48 Uhr verließ, und dem Bahnhof Nebukawa musste er vier Tunnel durchqueren. Das Erdbeben ereignete sich, als der Zug aus dem letzten der vier Tunnel, dem 360 m langen Sainome-Tunnel (寒ノ目山トンネル) ausfuhr. Die Lokomotive wurde unter der Schlammlawine begraben, zwei Bahnangestellte starben und drei Passagiere wurden verletzt. Ein überlebender Bahnangestellter versuchte, die Passagiere nach Manazuru zurück- und aus dem Tunnel herauszuführen, als sich eine zweite Gerölllawine löste und die vier Eisenbahner sowie mehrere Fahrgäste mitriss. Die Leichen der vier Angestellten und zweier Fahrgäste wurden erst ein Jahr nach dem Unglück aufgefunden. Das Eisenbahnministerium würdigte das Handeln seiner Bahnangestellten, indem es einem Angestellten 100 Yen, zwei weiteren Angestellten je 70 Yen als Anerkennung überreichte. Dadurch, dass Zug 116 geringfügig verspätet war, entging er weitgehend der Katastrophe, die Zug 109 traf.

### Weitere Schäden
Der Schuttstrom, der sich mit drei Metern Höhe und vom Fluss Shiraito getragen über das Gebiet von Nebukawa ergoss, überrollte die Wohnhäuser am Mündungsdelta, wodurch mehr als 200 weitere Menschen ihr Leben verloren. Das Beben, dessen Epizentrum in der Region von Nebukawa lag, löste zudem einen Tsunami aus, der etwa fünf Minuten nach dem Beben die Sagami-Bucht erreichte und dem mindestens 20 dort schwimmende Kinder zum Opfer fielen.
Weiterhin wurde eine den Shiraito überspannende Stahlbetonbrücke, deren Pfeiler eine Gesamthöhe von 22 m inklusive Fundament erreichten, samt Pfeilern und Widerlagern unauffindbar fortgerissen. Das Uferdelta des Shiraito, das damals als Anker- und Liegeplatz für Schiffe genutzt wurde, versandete durch die Gerölllawine und wurde in seiner Beschaffenheit so sehr verändert, dass dort in der Folge ein Kiefernwald entstand.
Das Kantō-Erdbeben führte nicht nur auf der Atami-Linie zu Eisenbahnunfällen. Auf der gesamten Tōkaidō-Linie entgleisten acht Personen- und 17 Güterzüge, viele weitere Züge gerieten in Brand, wurden beschädigt oder zerstört: 46 Lokomotiven, 424 Personenwagen, 40 Tramwagen und 923 Güterwagen. Weitere 60 Lokomotiven, 62 Personenwagen und 281 Güterwagen wurden beschädigt.

## Folgen

### Verluste und Schäden

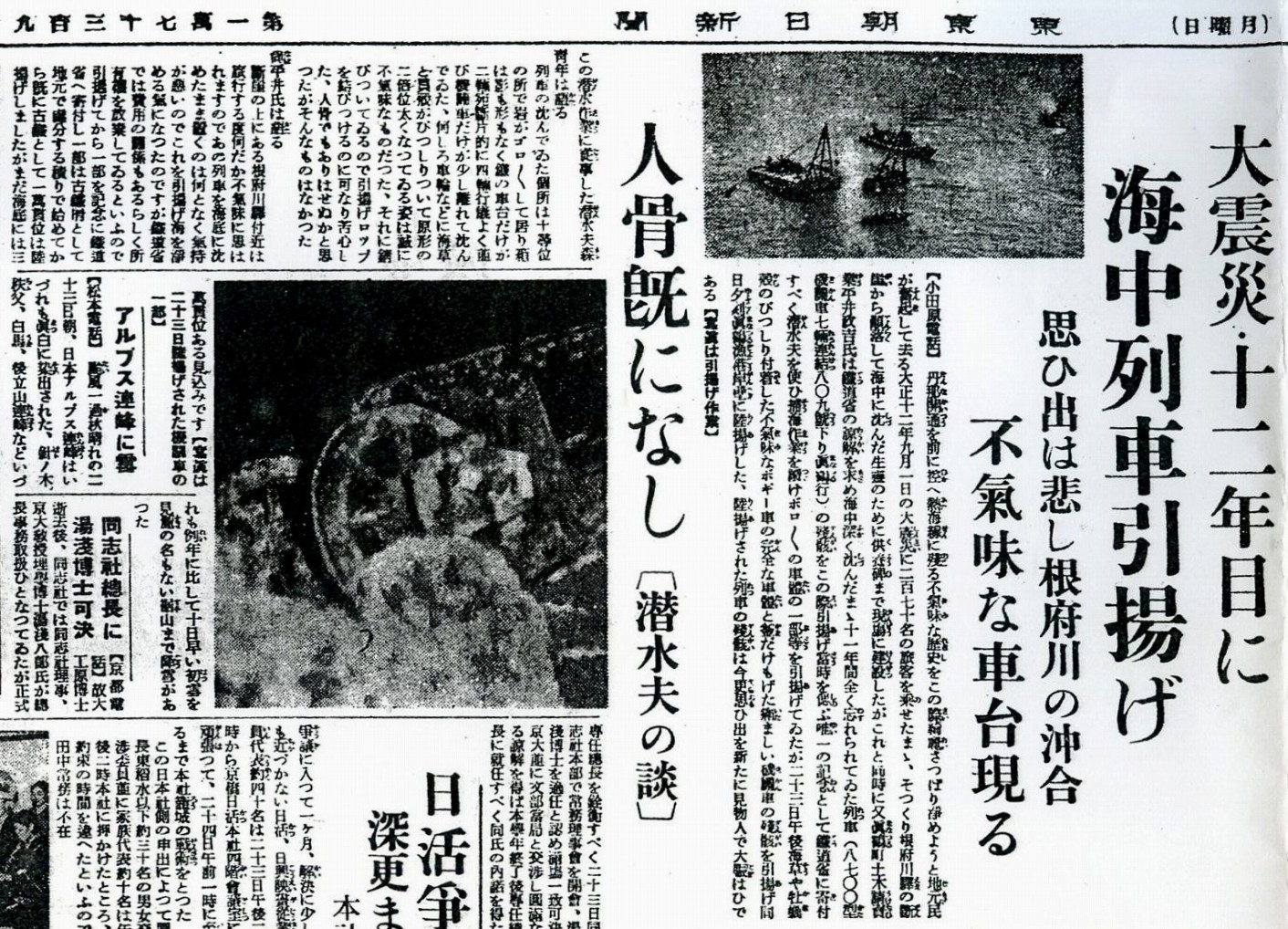
Zeitungsartikel über die Bergung der im Meer versunkenen Lokomotive in der Tokyo Asahi Shimbun vom 24. September 1934, Morgenausgabe, S. 11.

112 Menschen starben bei der Eisenbahnkatastrophe im Bahnhof Nebukawa (was die Vermissten einschließt), darunter sieben Bahnangestellte. 13 weitere wurden verletzt. Der Schaffner und der Lokführer erlitten Prellungen und wurden von Treibholz schwer verletzt. Ein auszubildender Schaffner starb beim Absturz und ein auszubildender Lokomotivführer wurde von der Gerölllawine mitgerissen, ebenso 20 Menschen, Fahrgäste und Bahnhofspersonal, die sich im Bahnhof aufgehalten hatten.
Der Bahnhofsvorsteher, der an diesem Tag nicht im Dienst war, und seine Frau, die sich gemeinsam in der Amtswohnung aufhielten, konnten gerettet werden. Ebenso gerettet wurden 30 Personen, die den Absturz überlebt hatten und nach dem Unglück den Abhang hinaufkletterten, und weitere 13 Personen, die von vorbeikommenden Booten geborgen wurden.
Die fünf verletzten Bahnangestellten und einige überlebende Fahrgäste brachen noch am gleichen Tag gegen 16:00 Uhr nach Odawara auf, um Kunde über das Unglück zu geben. Da Weg und Eisenbahnstrecke über eine Distanz von 4,4 km weggerissen worden waren, dauerte es ca. zwei Stunden, um die zweieinhalb Kilometer nach Ishibashi (heute: westliches Odawara) zurückzulegen.

### Gedenken

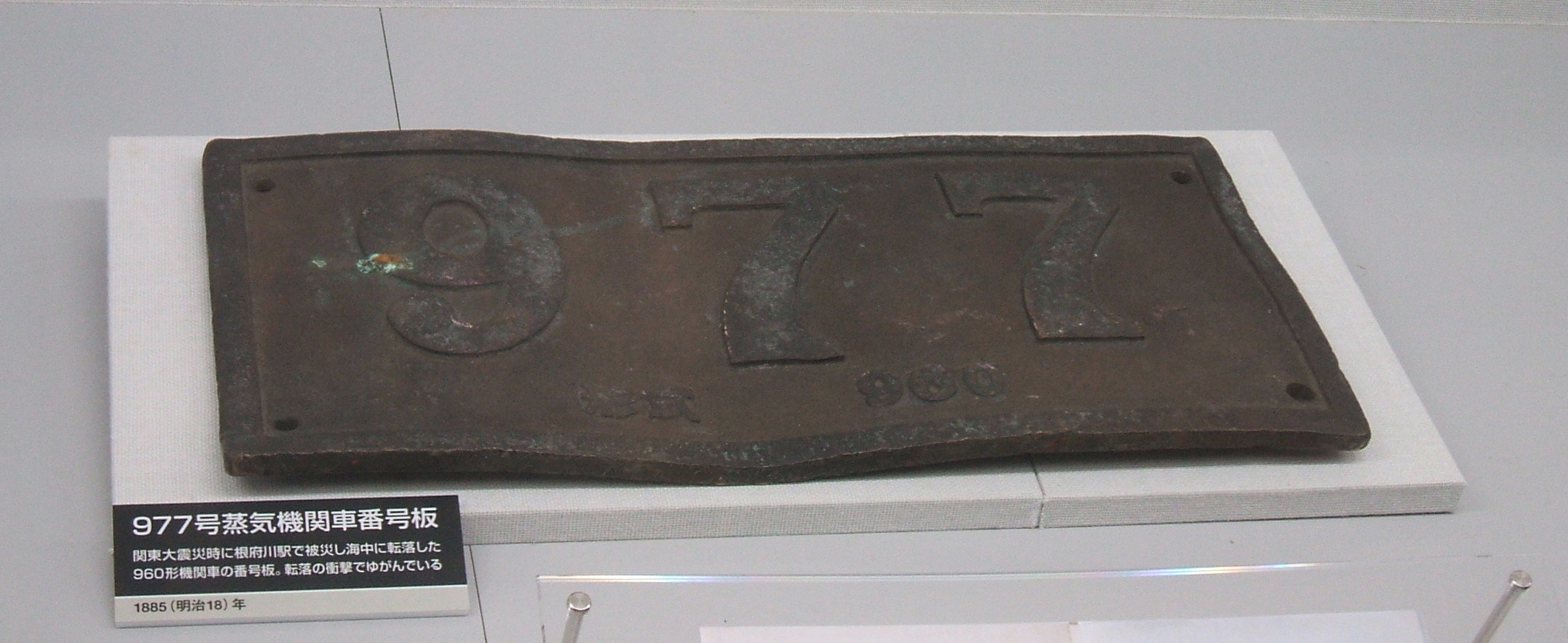
Ein durch den Absturz verbogenes Nummernschild der verunglückten Dampflokomotive des Zuges 109.

1932 stellte Okano Kitarō (1864–1965) zur Erinnerung an den Eisenbahnunfall einen Gedenkstein in Manazuru auf. In die Rückseite ist das Datum des Unglückstages eingraviert. Kitarō, Gründer der lokalen Suruga-Bank, verlor durch den Eisenbahnunfall seine dritte Tochter und seine Frau. Für die Eisenbahn wurde 1973 im Bahnhof Nebukawa ebenfalls ein Gedenkstein aufgestellt. Der Stein trägt die Inschrift: „Gedenkstein an das Leid durch das Große Kantō-Erdbeben / 1. September Shōwa 40 für alle Angestellten des Bahnhofs Nebukawa“
1932 gab das Eisenbahnministerium seine Besitzansprüche an der im Meer versunkenen Lokomotive des Zuges 109 auf. Ein Jahr später im August 1933 veröffentlichte die Zeitung Yomiuri Shimbun erstmals Aufnahmen der versunkenen Lokomotive. Am 23. September 1934, elf Jahre nach dem Unglück, wurde die Lokomotive auf Betreiben eines Geschäftsmanns aus Manazuru aus dem Meer geborgen. Dabei barg man auch menschliche Knochen. Einen Teil der Lokomotive, darunter auch ein Lokomotivschild stiftete der Geschäftsmann dem Eisenbahnministerium, den größeren Teil jedoch ließ er als Schrott verwerten. Nachdem die geborgene Nummernplatte zunächst im Tokioter Verkehrsmuseum (交通博物館, Kōtsū hakubutsukan) ausgestellt war, ist sie nun im Eisenbahnmuseum Saitama zu sehen.